# 10-та бригада територіальної оборони (Польща)
10-та Свентокшиська бригада територіальної оборони (') — військове з'єднання військ територіальної оборони Війська Польського. Бригада дислокується у м. Кельці Свентокшиського воєводства.

## Структура
- штаб бригади, Кельці
- 101-й батальйон легкої піхоти, Кельці
- 102-й батальйон легкої піхоти, Островець-Свентокшиський

## Командування
- полковник Артур Баранський[1]